# Ernst von Mengersdorf

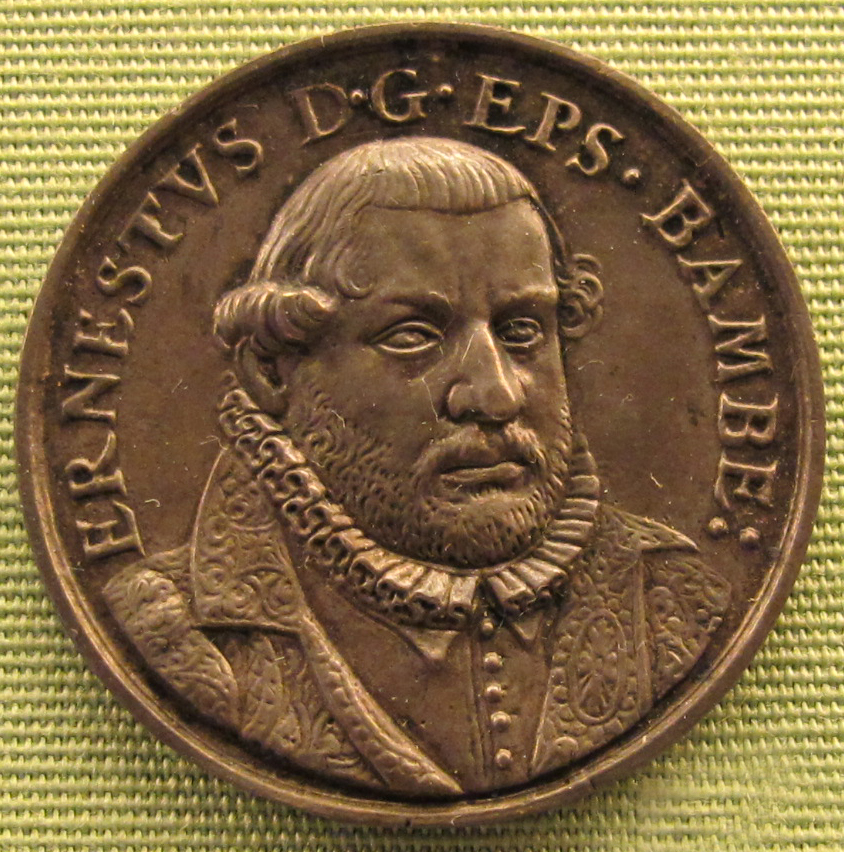
Valentin Maler, Ernst von Mengersdorf medaille

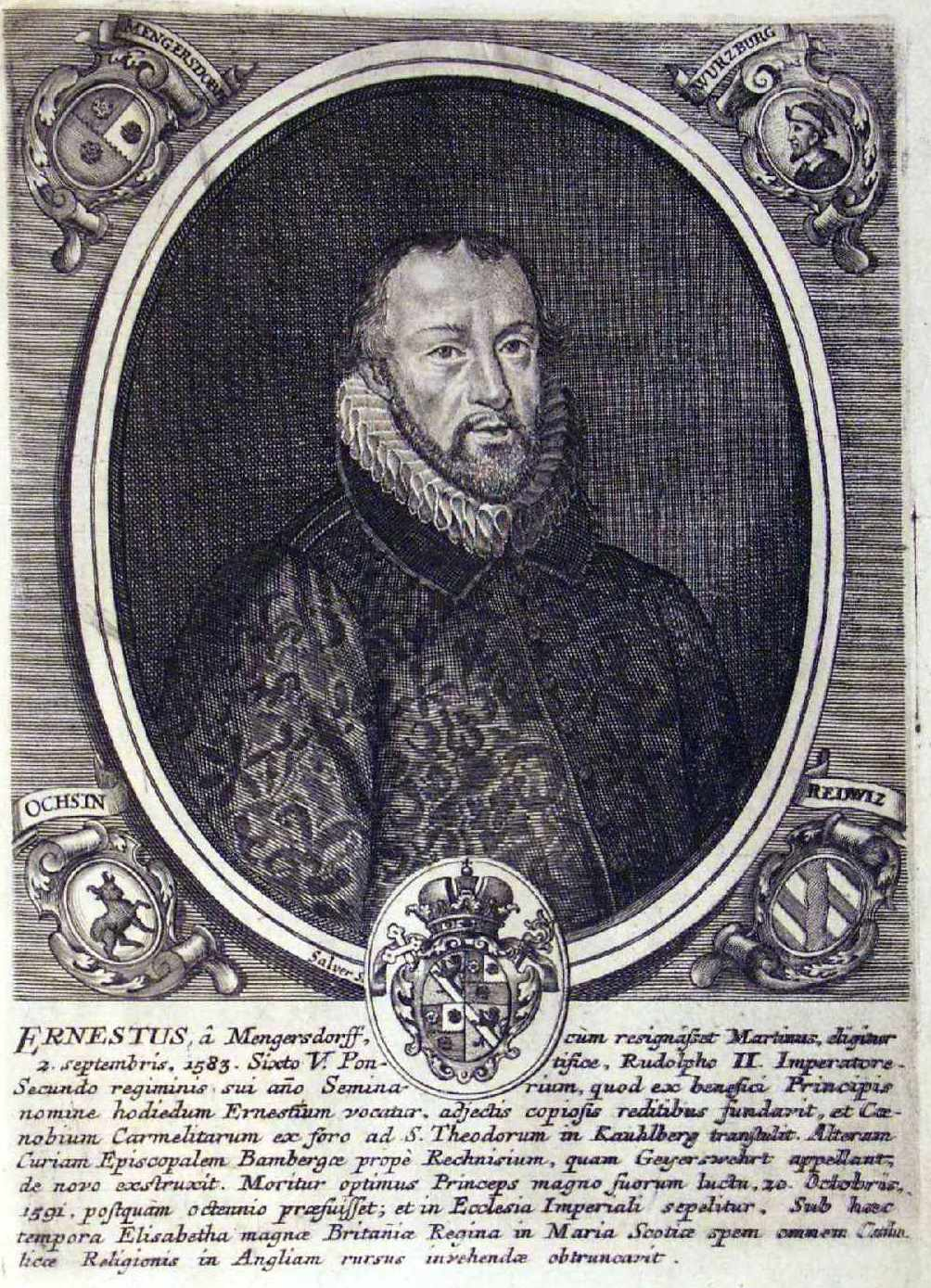
Ernst von Mengersdorf, Kupferstich von Johann Salver

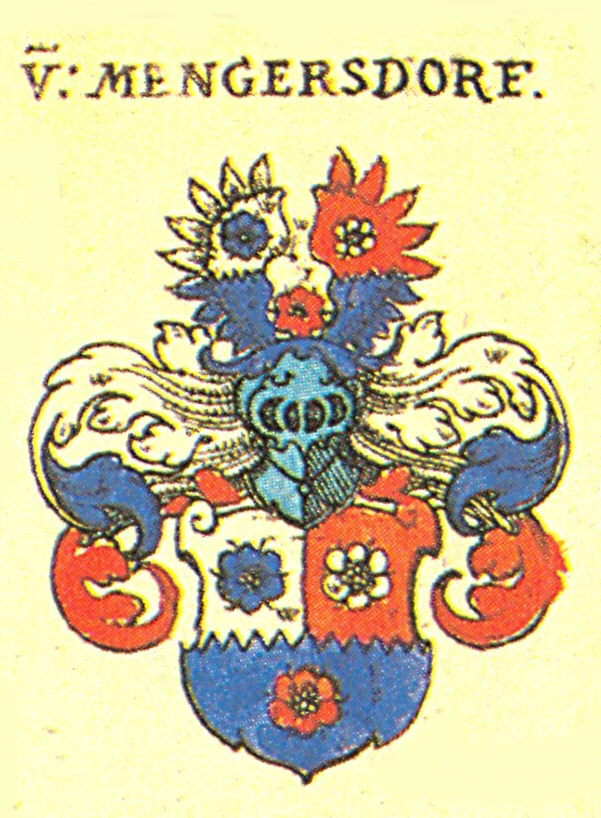
Wappen der Familie von Mengersdorf. Als Bischof führte es Ernst von Mengersdorf als Element in einem gemehrten Wappen weiter.

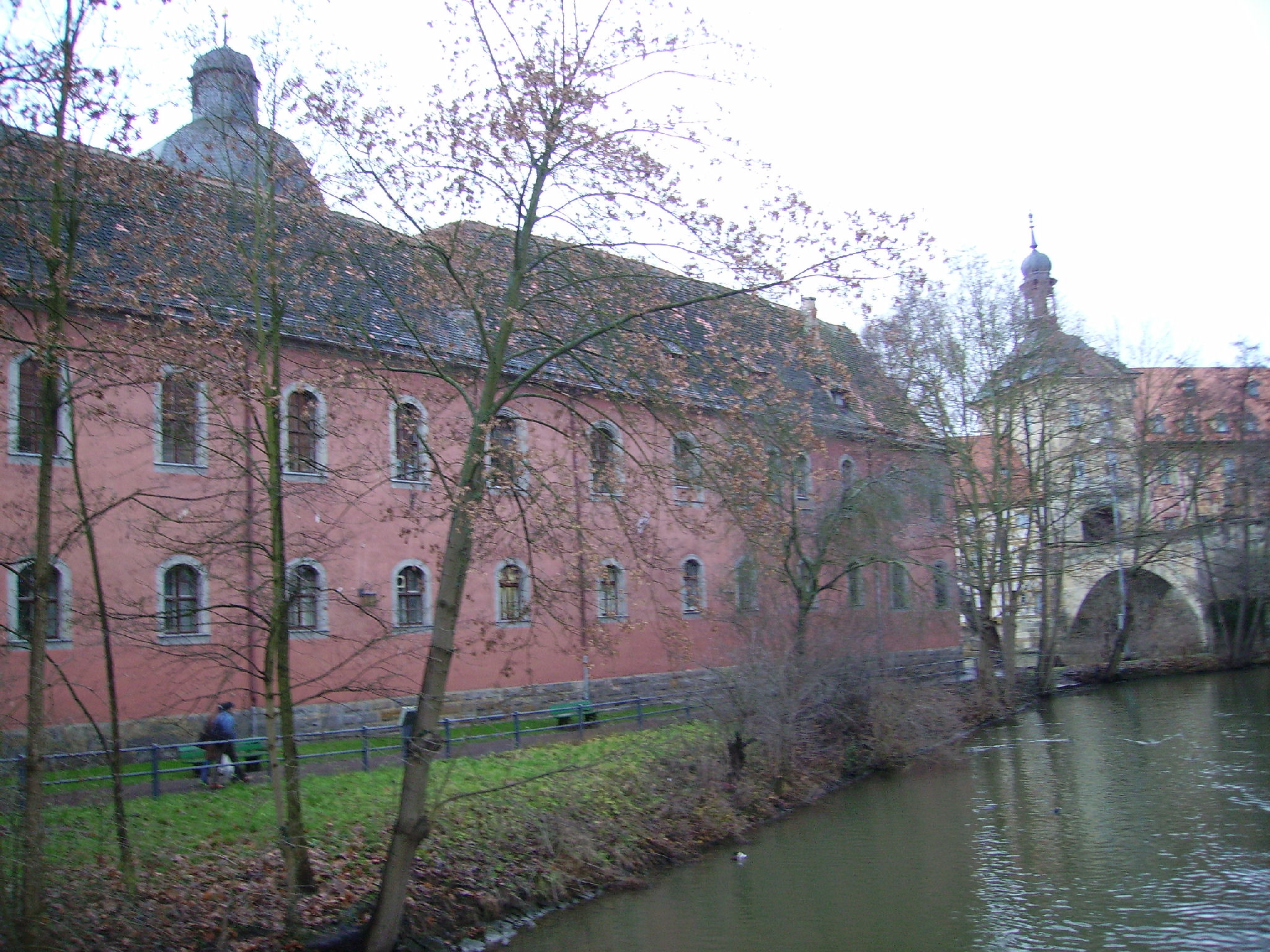
Ernst von Mengersdorf ist der Erbauer des Residenzschlosses Geyerswörth.

Ernst von Mengersdorf (* 23. Oktober 1554 in Bamberg; † 21. Oktober 1591 in Bamberg) war von 1583 bis zu seinem Tode 1591 Fürstbischof des Hochstiftes Bamberg.

## Biografische Daten
Ernst von Mengersdorf stammt aus der fränkischen reichsfreien Adelsfamilie der von Mengersdorf aus der kleinen Ortschaft Mengersdorf, die heute Teil der Gemeinde Mistelgau im Landkreis Bayreuth in Oberfranken ist.

## Bauherr des Residenzschlosses Geyerswörth
Als 46. Bischof war er der Bauherr des Residenzschlosses Geyerswörth. Nach dem Umbau im Stile der Renaissance unter Einbeziehung des Altbaues diente das Gebäude als Stadtsitz der Fürstbischöfe und war wohl bis zum Ende der Bauarbeiten an der Neuen Residenz Hauptsitz der regierenden Bischöfe. Später fand das Schloss großteils als Verwaltungsgebäude Verwendung. Nach dem Einsturz der beiden Renaissancegiebel an der Nordseite in den 1740er Jahren erhielt das Schloss sein heutiges Aussehen.

## Gründer des Collegium Ernestinum
Das Kaiser-Heinrich-Gymnasium wurde am 23. Juni 1586 von ihm als Collegium Ernestinum gegründet. Dabei handelte es sich um ein Priesterseminar mit Gymnasium, das allen nach Bildung strebenden „Jünglingen“ zugänglich war (siehe auch Ottonianum und Priesterseminar Bamberg).
Diese Schule befand sich in dem 1586 verlassenen Karmelitenkloster; der Karmelitenorden übernahm die Bauten des Benediktinerinnenklosters St. Maria et Theodor am Kaulberg, wo sich der Orden seit 1902 wieder befindet.
Die zwischen Grünem Markt und An der Universität gelegene Immobilie der Karmeliten übernahmen später die Jesuiten, machten sie zu ihrem Sitz und wurden mit der Leitung der Schule betraut.

## Grabdenkmal im Kloster Michaelsberg
Sein Grabdenkmal befindet sich seit der Stilrestaurierung des Domes von Bamberg in der Michaelskirche. Dort ist es im linken Seitenschiff der Kirche zu finden (siehe auch Kloster Michelsberg).